# Росичка

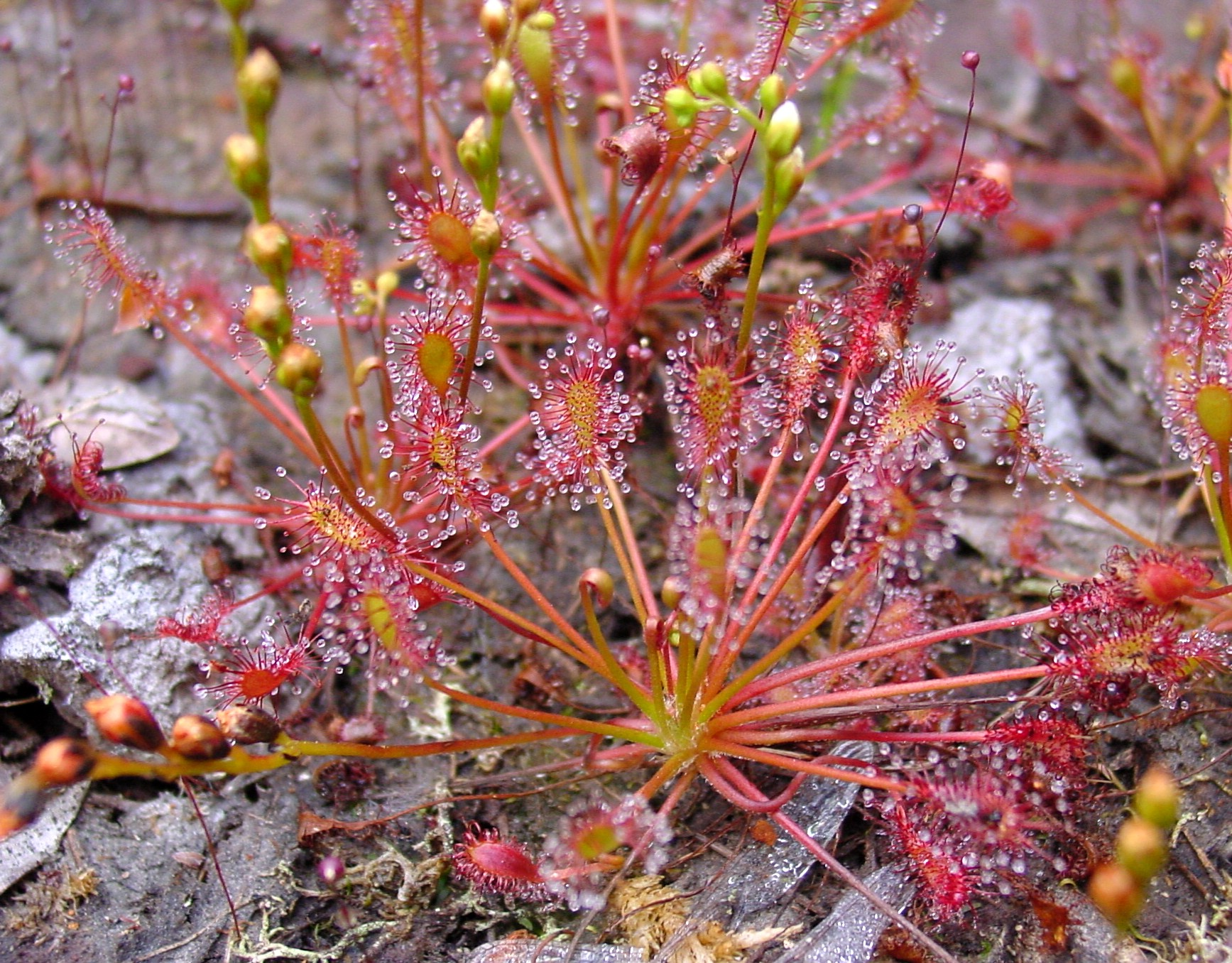
Росичка середня Drosera intermedia Hayne.

Роси́чка (Drosera) — рід багаторічних болотяних комахоїдних рослин з родини росичкових. 
На листках, зібраних у прикореневу розетку, розташовані волоски, кожен із яких має на кінці велику яскраво-червону головчасту залозку. Залозки виділяють секрет — клейку блискучу краплинку, схожу на росяну (звідси й назва — росичка). Зустрічаються також прямостоячі види (Drosera cistiflora). До волосків прилипають дрібні комахи. Потім листок згинається таким чином, що численні сусідні волоски огортають жертву та поступово перетравлюють її. До флори України належать лише три види, поширені переважно на мохових болотах Полісся: росичка круглолиста (D. rotundifollia L.), росичка англійська (D. anglica Huds.) і росичка середня (D. intermedia Hayne). Два останні види занесені до Червоної книги України й мають категорію II (вразливі). Зустрічаються на сфагнових болотах Полісся, Карпат і Лісостепу.

## Фармакологічні властивості
Надземна частина росички діє спазмолітично, настоянку з неї вживають при кашлюку, хронічному бронхіті, при астмі та артеріосклерозі. Екстракт з росички під назвою «Дрозерол» входить до складу відхаркувальних препаратів.